# Burg Muráň
Die Burg Muráň (slowakisch Muránsky hrad; deutsch seltener Burg Muran, ungarisch Murány vár) ist die Ruine einer Höhenburg in der Mittelslowakei oberhalb der Gemeinde Muráň im Okres Revúca. Die auf dem Berg Cigánka (935 m n.m.) stehende Burg ist die dritthöchstgelegene Burganlage der Slowakei und liegt im Gebirge Muránska planina, innerhalb der Grenzen des dortigen Nationalparks.
Burg Muráň entstand im 13. Jahrhundert als königliche Burg, deren Hauptaufgabe Schutz eines regionalen Handelsweges war. 1271 wird die Anlage als castrum Mwran erwähnt, dessen Aussehen aber aufgrund eines Umbaus im 15. Jahrhundert nicht mehr bekannt ist, es bestand aber wohl aus einem großen Hof mit mehreren Bastionen. Im frühen 15. Jahrhundert war die Burg ein Versammlungsplatz für die ins damalige Königreich Ungarn eindringenden Hussiten. Nach deren Niederlage war die Burg für lange Zeit ein königliches Gut.
In der Neuzeit wird die Burg mit zwei Besitzern verbunden, die zum Teil in Legenden erwähnt werden. Der erste war der Raubritter Matthias Bašo (slowakisch Matej Bašo), der ab 1529 herrschte und mit seiner Gruppe Raubzüge in den Gespanschaften Kleinhont, Gemer und Zips unternahm. Nach einer monatelangen Belagerung durch die kaiserliche Armee im Jahr 1548 wurde Bašo hingerichtet. Nach einer weiteren Periode im königlichen Besitz erwarb das Geschlecht Széchy im frühen 17. Jahrhundert die Burg. Aus diesem Geschlecht stammt die Besitzerin Mária Széchy, auch als die „Venus von Muran“ bekannt. Sie war bereits zweimal geschieden, als sie Franz Wesselényi heiratete, den späteren Palatin, unter dessen Führung die Burg stark umgebaut wurde. 1666 war Wesselényi in die Magnatenverschwörung gegen den neuen Kaiser Leopold I. verwickelt und starb ein Jahr danach. 1670 unternahm die kaiserliche Armee erneut eine Belagerung, die trotz starken Widerstands der Burgbesatzung unter Führung Márias nach fünf Tagen endete.
1670–1683 war die Burg von einer deutschen Garnison besetzt. Dennoch wurde sie von anti-habsburgischen Aufständischen erobert, zuerst durch jene von Emmerich Thököly und dann auch von Franz II. Rákóczi. 1720 erwarb das Geschlecht Koháry die Burg, deren Besitz später zum Geschlecht Coburg wechselte, das schließlich bis 1945 Besitzer blieb.
1760 brannte die Burg aus und ist seither verlassen.